# Bessé-sur-Braye
Bessé-sur-Braye é uma comuna francesa na região administrativa do País do Loire, no departamento de Sarthe. Estende-se por uma área de 20.60 km². Em 2010 a comuna tinha 2 212 habitantes (densidade: 107,4 hab./km²).